# Cornwall (ort i Australien)
Cornwall är en ort i Australien. Den ligger i kommunen Break O'Day och delstaten Tasmanien, i den sydöstra delen av landet, omkring 160 kilometer nordost om delstatshuvudstaden Hobart. Antalet invånare är 167.
Trakten runt Cornwall är nära nog obefolkad, med mindre än två invånare per kvadratkilometer.. Närmaste större samhälle är Saint Marys, nära Cornwall. 
I omgivningarna runt Cornwall växer i huvudsak städsegrön lövskog. Genomsnittlig årsnederbörd är 846 millimeter. Den regnigaste månaden är november, med i genomsnitt 122 mm nederbörd, och den torraste är januari, med 42 mm nederbörd.